# Tyria fulvescens
Tyria fulvescens là một loài bướm đêm thuộc phân họ Arctiinae, họ Erebidae.